# Фатализам
Фатализам је веровање у непроменљивост онога што је судбина човеку предодредила. У ширем смислу, веровање да су воља и интелигенција немоћне у креирању живота појединца јер су трансценденталне силе ван његовог домашаја и изнад његових могућности. По овом схватању, фатализам је надређени појам детерминизму.